# Norman Briski
Norman Briski (* 2. ledna 1938 Santa Fe, Santa Fe, Argentina), vlastním jménem Naum Briski, je argentinský herec, režisér a dramatik.
V divadle debutoval roku 1955, v televizi i filmu se poprvé objevil v polovině 60. let. V této dekádě hrál například ve filmech Psexoanálisis či La fiaca, věnoval se také divadlu. Mezi lety 1975 a 1983 žil z politických důvodů ve Španělsku, kde natočil několik filmů (např. Eliso, můj živote, Maminka slaví 100. narozeniny). Po návratu do Argentiny se koncem 80. let začal více objevovat v televizních seriálech (např. Socorro, quinto año, Naranja y media, Una familia especial, La casa del mar), nadále však točil i celovečerní snímky (např. Los días de junio, La sonámbula, recuerdos del futuro, El amor y el espanto, La peli). V divadle se kromě hraní věnuje také režírování a psaní divadelních her.